# Kanton Ingwiller
Ingwiller is een kanton van het Franse departement Bas-Rhin. Het kanton maakt deel uit van het arrondissement Saverne en de hoofdplaats is Ingwiller.
Het kanton werd 1 januari 2015 samengesteld met de gemeenten Bischholtz, Dossenheim-sur-Zinsel, Ingwiller, Menchhoffen, Mulhausen, Neuwiller-lès-Saverne, Niedersoultzbach, Schillersdorf en Weinbourg van het kanton Bouxwiller en de gemeenten van de op die dag opgeheven kantons Drulingen, La Petite-Pierre en Sarre-Union

## Gemeenten
Het kanton omvat de volgende gemeenten:
- Adamswiller
- Altwiller
- Asswiller
- Baerendorf
- Berg
- Bettwiller
- Bischholtz
- Bissert
- Burbach
- Bust
- Butten
- Dehlingen
- Diedendorf
- Diemeringen
- Domfessel
- Dossenheim-sur-Zinsel
- Drulingen
- Durstel
- Erckartswiller
- Eschbourg
- Eschwiller
- Eywiller
- Frohmuhl
- Gœrlingen
- Gungwiller
- Harskirchen
- Herbitzheim
- Hinsbourg
- Hinsingen
- Hirschland
- Ingwiller
- Keskastel
- Kirrberg
- Lichtenberg
- Lohr
- Lorentzen
- Mackwiller
- Menchhoffen
- Mulhausen
- Neuwiller-lès-Saverne
- Niedersoultzbach
- Oermingen
- Ottwiller
- Petersbach
- La Petite-Pierre
- Pfalzweyer
- Puberg
- Ratzwiller
- Rauwiller
- Reipertswiller
- Rexingen
- Rimsdorf
- Rosteig
- Sarre-Union
- Sarrewerden
- Schillersdorf
- Schopperten
- Schœnbourg
- Siewiller
- Siltzheim
- Sparsbach
- Struth
- Thal-Drulingen
- Tieffenbach
- Volksberg
- Vœllerdingen
- Waldhambach
- Weinbourg
- Weislingen
- Weiterswiller
- Weyer
- Wimmenau
- Wingen-sur-Moder
- Wolfskirchen
- Zittersheim